# 新しきソウルの光と道
『新しきソウルの光と道』（Everything Is Everything）は、アメリカのソウルシンガー、ダニー・ハサウェイが1970年にリリースしたファーストスタジオ・アルバム。（アトコ・レコードレーベルで1970年7月1日にリリース）。1969年、アトランティックと契約後のハサウェイの最初のリリースで、本作によりアーティストとしての評価を獲得した。

## 概要
1967年にハワード大学を中退後に、ハサウェイは彼の出身地、シカゴへ引っ越して、カーティス・メイフィールドらの下でキャリアを積み、本作を発表。
リック・パウエルとの共同プロデュース作品で、「Sugar Lee」を共作。
本作の代表曲「Ghetto」、社会意識の高い「Tryin' Times」、ラブソング「"Je Vous Aime (I Love You)」の3曲は、リルロイ・ハトソンと作曲した。他には、レイ・チャールズの「Believe to My Soul」、ニーナ・シモンの「トゥー・ビー・ヤング・ギフティッド・アンド・ブラック」などのカバー曲や、スピリチュアル溢れる「Thank You Master for My Soul」構成されている。
全米73位（R&Bチャートでは33位）を記録。
山下達郎は本作を「無駄のない、曇りのないアルバム」と、評価している。

## 収録曲

### Side 1
1. エヴリシング・イズ・エヴリシング "Voices Inside (Everything Is Everything)" (Richard Evans, Ric Powell, Phil Upchurch) – 3:28
2. ジュ・ヴゼム　"Je Vous Aime (I Love You)" (Donny Hathaway, Leroy Hutson, Edward Kennedy) – 3:31
ダニーの妻、Eulaulah Hathawayに捧げた曲。
3. ただ我を信じて　"I Believe to My Soul" (レイ・チャールズ) – 3:51
4. ミスティ　"Misty" (Johnny Burke, エロル・ガーナー) – 3:38
5. シュガー・リー　"Sugar Lee" (Hathaway, Powell) – 4:05
6. トライン・タイムズ　"Tryin' Times" (Hathaway, Hutson) – 3:15
このメッセージ・ソングは、ロバータ・フラック（1969年発表「First Take」に収録）とポップス・ステイプルズによってすでに録音、カヴァーされていた。

### Side 2
1. サンキュー・マスター "Thank You Master (For My Soul)" (Hathaway) – 5:50
2. ゲットー　"The Ghetto" (Hathaway, Hutson) – 6:50
3. トゥー・ビー・ヤング・ギフティッド・アンド・ブラック　"To Be Young, Gifted and Black"[2] (Weldon Irvine, ニーナ・シモン) – 6:43

### ボーナス・トラック
- ドリーム　"A Dream" (Robert Ayers, Hathaway) – 4:14

## パーソネル
- ダニー・ハサウェイ - vocals, electric piano, organ
- Master Henry Gibson - conga
- キング・カーティス - guitar
- Phil Upchurch - bass, guitar
- John Littlejohn - guitar, vocals
- John Avant - trombone
- Johnny Board - tenor saxophone
- Oscar Brashear - trumpet
- Clifford Davis - alto saxophone
- Aaron Dodd - tuba
- Morris Ellis - trombone
- Marshall Hawkins (musician)|Marshall Hawkins - bass
- Willie Henderson (musician)|Willie Henderson - baritone saxophone
- John Howell - trumpet
- Morris Jennings - drums
- Robert A. Lewis - trumpet
- John Lounsberry - French horn
- Ethel Merker - French horn
- Don Myrick - alto saxophone
- Richard Powell - drums, percussion
- Louis Satterfield - bass